# Poul Petersen (labdarúgó)
Poul Petersen (1921. április 11. – 1997. május 31.) olimpiai bronzérmes dán válogatott labdarúgó, edző. 
A dán válogatott tagjaként részt vett az 1948. és az 1952. évi nyári olimpiai játékokon
Szövetségi kapitányként 1962 és 1966 között irányította Dániát. Az 1964-es Európa-bajnokságon a negyedik helyen végeztek.

## Sikerei, díjai
AB
- Dán bajnok (5): 1943, 1945, 1947, 1951, 1952

Dánia
- Olimpiai bronzérmes (1): 1948